# Ван Хаут, Кристоф
Кристоф ван Ха́ут (нидерл. Kristof Van Hout; род. 9 февраля 1987, Ломмел) — бельгийский футболист, вратарь клуба «Ломмел». Является самым высоким футболистом в мире.

## Карьера
Кристоф начинал карьеру в молодёжных клубах Бельгии «Ломмел Юнайтед» и «Вербрудеринг». Затем, в 2004 году перешёл в нидерландский «Виллем II». Два года он выступал за молодёжный состав, затем перешёл в первую команду. Но в сезоне 2006/07 он так и не сыграл в чемпионате страны и вернулся на родину в «Кортрейк». В сезоне 2007/08 «Кортрейк» победил во втором дивизионе и вернулся в высшую лигу. Но в основе он не закрепился, сыграв в сезоне 2008/09 лишь три матча. В 2009 году перешёл в льежский «Стандард». В команде он был третьим вратарём, сыграл всего 11 матчей и в 2011 вернулся в «Кортрейк».

## Достижения
- Финалист Кубка Бельгии (1): 2011/12
- Обладатель Кубка Бельгии (1): 2012/13